# Harpole
Harpole – wieś w Anglii, w hrabstwie Northamptonshire, w dystrykcie (unitary authority) West Northamptonshire. Leży 7 km na zachód od miasta Northampton i 101 km na północny zachód od Londynu. W 2001 miejscowość liczyła 1545 mieszkańców.